# Cadu (calciatore 2004)
Cadu, pseudonimo di Carlos Eduardo Amaral Pereira de Castro (Divinópolis, 24 maggio 2004), è un calciatore brasiliano, attaccante dell'Atlético Mineiro.

## Carriera
Cadu è cresciuto nel settore giovanile dell'Atlético Mineiro, ed ha debuttato in prima squadra il 20 maggio 2023 nell'incontro di Série A vinto 2-1 contro il Coritiba. Il 3 marzo 2024 ha segnato il suo primo gol nel Campionato Mineiro contro l'Ipatinga ed il giorno successivo ha rinnovato il contratto con il club bianconero fino al 2027.

## Statistiche

### Presenze e reti nei club
Statistiche aggiornate al 29 maggio 2024.
| Stagione        | Squadra          | Campionato      | Campionato | Campionato | Coppe nazionali | Coppe nazionali | Coppe nazionali | Coppe continentali | Coppe continentali | Coppe continentali | Altre coppe | Altre coppe | Altre coppe | Totale | Totale | Totale |
| Stagione        | Squadra          | Comp            | Pres       | Reti       | Comp            | Pres            | Reti            | Comp               | Pres               | Reti               | Comp        | Pres        | Reti        | Pres   | Reti   |        |
| --------------- | ---------------- | --------------- | ---------- | ---------- | --------------- | --------------- | --------------- | ------------------ | ------------------ | ------------------ | ----------- | ----------- | ----------- | ------ | ------ | ------ |
| 2023            | Atlético Mineiro | M1/MG+A         | 0+2        | 0          | CB              | 0               | 0               | CL                 | 1                  | 0                  |             | -           | -           | 3      | 0      |        |
| 2024            | Atlético Mineiro | M1/MG+A         | 2+12       | 1+1        | CB              | 0               | 0               | CS                 | 4                  | 0                  |             | -           | -           | 18     | 2      |        |
| Totale carriera | Totale carriera  | Totale carriera | 16         | 2          |                 | 0               | 0               |                    | 5                  | 0                  |             | -           | -           | 21     | 2      |        |